# Hermann Josef Roth

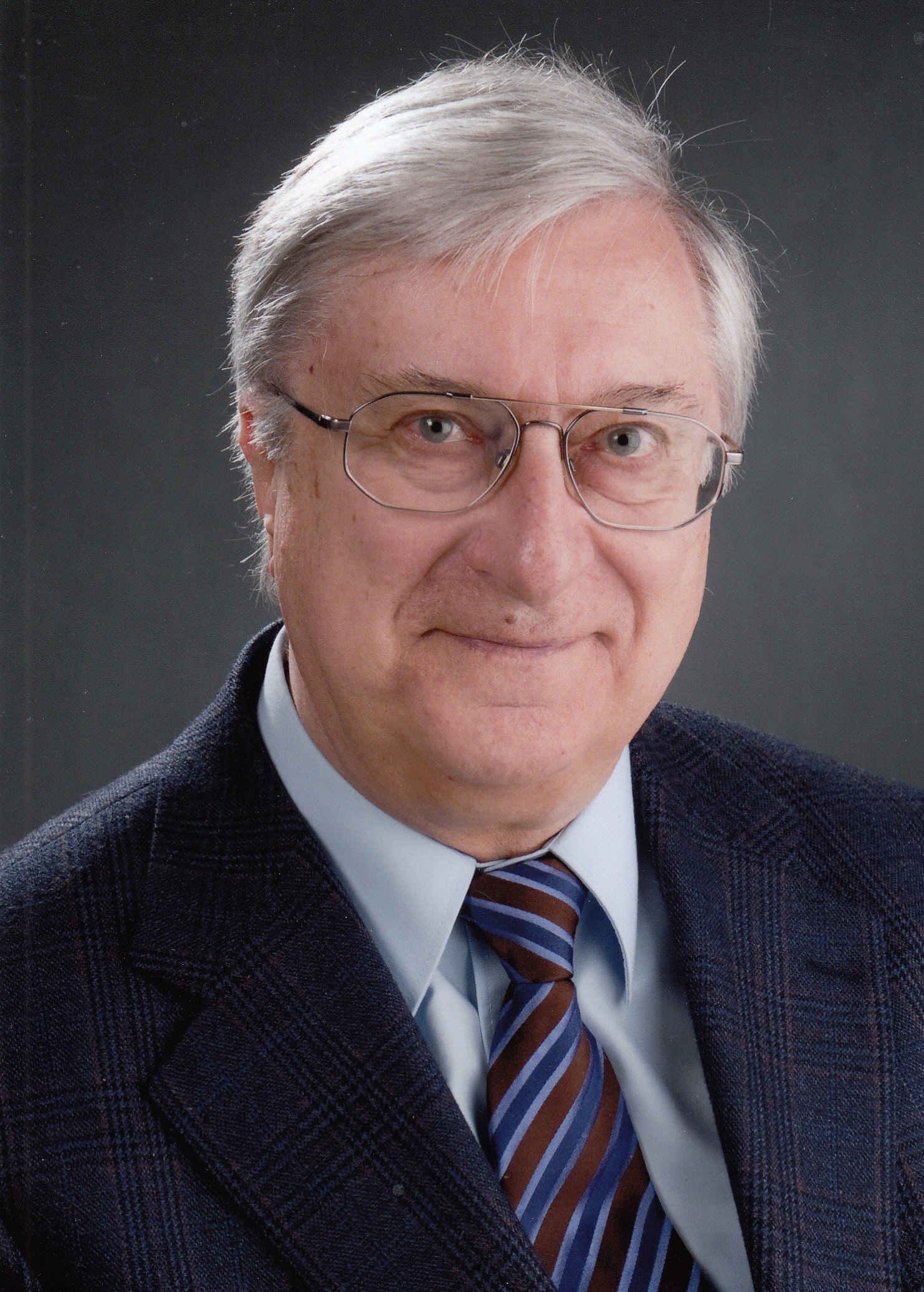
Hermann Josef Roth (2017)

Hermann Josef Ludwig Roth (Pseudonym: Antonius R.) (* 2. Januar 1938 in Montabaur) ist ein deutscher Theologe und Naturwissenschaftler, Kultur- und Wissenschaftshistoriker, Fachdidaktiker und Aktivist in Denkmalpflege, Natur- und Landschaftsschutz. Autorenkürzel: HJR.

## Ausbildung und Beruf
Hermann Roth wurde als Sohn des Landrates Heinrich Roth und dessen Ehefrau Gertrud geb. Ebert in Montabaur geboren. Nach dem Abitur im Jahr 1957 (mit Großem Latinum, Graecum, Hebraicum) lebte er zunächst als Zisterziensermönch und studierte an der Philosophisch-theologischen Hochschule Heiligenkreuz bei Wien. Nach der Priesterweihe (Frankfurt 1963) war er in der Jugend- und Gemeindearbeit und am Gymnasium der Abtei Marienstatt tätig.
Seit 1966 studierte er Biologie und Chemie mit Hilfswissenschaften (Physik, Paläontologie), legte beide Staatsprüfungen für das Lehramt an Höheren Schulen ab (1970, 1972) und lehrte an einem Kölner Gymnasium. Aushilfsweise wirkte er gelegentlich in der Pfarr-, Jugend- und Altenseelsorge.
Der Regierungspräsident Köln ernannte Roth 1991 zum Fachbereichsleiter für Biologie im Rahmen der Lehrerfortbildung. Seit 1995 war er Studiendirektor. 1990 wurde er an der Universität Nijmegen mit der Dissertation Die bauplastischen Pflanzendarstellungen des Mittelalters im Kölner Dom zum Doktor der Naturwissenschaften promoviert.

## Natur
Er beteiligte er sich am Projekt „Floristische Kartierung Mitteleuropas“ (1971–1988) und analysierte ökologische Faktoren bedrohter Lebensräume. Naturwissenschaftliche Erkenntnisse hat Roth gern in ihren geistes- und sozialgeschichtlichen Kontext gerückt: z. B. Evolution angesichts der Glauben-Wissen-Spannung; Ökologische Theorien und ethische Postulate gegen Wahrnehmungsvielfalt von „Natur“; Spongiosaarchitektur und Analogien zur Baukunst der Gotik.
Andererseits hat sich Roth um Popularisierung naturwissenschaftlicher Kenntnisse durch Vorträge, Exkursionen und Publikationen bemüht. Er publizierte über Leben und Wirken von mehreren Forscherpersönlichkeiten, oft mit Bezug zum Zisterzienserorden, etwa Hélinand von Froidmont, Maximilian Prinz zu Wied, Paolo Boccone, Dominik Bilimek und Philipp Wirtgen.
Seit der Schulzeit war Roth im Naturschutz aktiv und hat ehrenamtlich maßgebende Funktionen in Verbänden und Gremien ausgeübt, z. B. in der Landesgemeinschaft Naturschutz und Umwelt NRW (LNU, 1982–2000) und Deutschen Wanderverband (1998–2005). Seit 1975 war er ständig Mitglied von Landschaftsbeiräten auf kommunaler und Landesebene (z. B. NRW 1993–98). Für eine beachtliche Zahl von Natur- und Kulturdenkmalen wurden Schutz- oder Pflegemaßnahmen angeregt oder erstritten. Sein Team in der Biologischen Station Bergisches Land leistete Pionierarbeit für den Natur- und Umweltschutz (1985–1996).

## Kultur
Er wurde als „bester Kenner des Westerwaldes“ gekennzeichnet, auch wegen seiner Fächer übergreifenden Fragestellungen. Ein Beispiel dafür ist seine Analyse der floralen Bauplastik gotischer Monumente in Altenberg und Köln aus Sicht von Botanik und Kunstgeschichte.
Die Begegnung mit dem Zisterzienserorden führte zur Spurensuche nach dem Grab Ottos von Freising (1114–1158) in Morimond (1963). 1979 begründete Roth die internationalen Kartäuser-Kolloquien. Zuletzt hat er Alanus ab insulis († 1203) auch außerhalb der Anthroposophie wieder populär zu machen versucht.
Peter Finke stellt dazu fest: „... nicht wenige Theologen [...] sind auch zu hervorragenden Kennern bestimmter Wissensgebiete außerhalb der Theologie geworden. Bei Pater Roth ist dies noch einmal komplexer, denn er arbeitet sowohl natur-, als auch kultur- und geisteswissenschaftlich. In vielen Nischen der Regional- und Kulturgeschichte, aber auch der Landschafts- und der historischen Wissenschaftskunde ist er tätig geworden und hat Sachbeziehungen entdeckt und der Vergessenheit entrissen, die wir sonst kaum noch kennen würden. [...] Da er sich aber nicht auf eine Disziplin festlegen lässt, verkörpert er die lebendige Transdisziplinarität: das Bestreben, verdeckte Zusammenhänge durch bewusstes Ignorieren von disziplinären Grenzen sichtbar zu machen.“
Der interdisziplinären Ausrichtung entspricht Roths Mitarbeit in der Forschergruppe Klostermedizin an der Universität Würzburg, für die er auch in Brasilien recherchiert hat oder das von ihm angeregten Projekt „Klösterliche Kulturlandschaftsforschung“ des Zentrums für Gartenkunst und Landschaftsarchitektur der Leibniz-Universität Hannover.
Er wurde in zahlreiche Gremien berufen oder gewählt, z. B. Historische Kommission für Nassau (seit 1978), NRW-Stiftung für Naturschutz, Heimat- und Kulturpflege in Düsseldorf (1994–2000).

## Didaktik, Publizistik, Bibliophiles
Im In- und Ausland als Referent, Exkursionsleiter und in der Umwelterziehung engagiert, formulierte Roth für den Beirat der Obersten Landschaftsbehörde NRW entsprechende Empfehlungen (1998). Eigene Unterrichtserfahrungen flossen sowohl in Lehr- und Lernmitteln ein, so „zur Ethik im Biologieunterricht“ (1992), über „Erdwissenschaften und Biologie-Didaktik“ (2001) oder im Experimentierkasten für Schüler „Ökologie“ (1986), als auch in Publikationen für jedermann. Pionierleistungen waren „Naturführer“ zum Westerwald (1975, 1980) und der „Kölner Naturführer“ (1990).
Als Redakteur betreute er die Fachzeitschriften Cistercienser-Chronik. Forum für Geschichte, Kunst, Literatur und Spiritualität des Mönchtums (Bregenz, seit 1973), Natur- und Landschaftskunde (Arnsberg, Krefeld, seit 1995), Biologie regional (Bezirksregierungen Köln und Düsseldorf, 1991–2002) und „Godesberger Heimatblätter“ (seit 2010).
Im Museum sah Roth stets eine wichtige Ergänzung zur Schule. Er war richtungweisend beteiligt an der Gründung des Landschaftsmuseums Westerwald in Hachenburg sowie beratend tätig im Vorfeld der Gründung des Bergischen Freilichtmuseums in Lindlar und beim Rheinischen Museumsamt.
Er regte bedeutende Ausstellungen an und begleitete sie fachlich: Die Zisterzienser. Ordensleben zwischen Ideal und Wirklichkeit (Aachen 1980), „Pflanzenwelt des Kölner Domes“ (Köln 1989: Flora/Botanischer Garten und Domforum), Maximilian Prinz zu Wied. Jäger, Forscher, Reisender (u. a. in Hachenburg, Bonn, Filderstadt, Köln, Radebeul, Remscheid, Dortmund, Steinfurt, Frankfurt 1995 ff.), 900 Jahre Cîteaux – Rheinische Zisterzienser im Spiegel der Buchkunst (Landesmuseum Mainz 1998/99) 500 Jahre Brasilien – Vom Rhein nach Rio (Landesvertretung Rheinland-Pfalz Bonn 2000). Er wirkte mit bei Männerbande – Männerbünde. Zur Rolle des Mannes im Kulturvergleich (Rautenstrauch-Joest-Museum Köln 1990) und Die Kölner Kartause um 1500 (Stadtmuseum Köln 1991).

## Mitgliedschaften
Engagement in Fachorganisationen, z. B. als Gründungsmitglied der Deutschen Gesellschaft für Geschichte und Theorie der Biologie (DGGTB, 1991) und im Vorstand des Naturhistorischen Verein der Rheinlande und Westfalens (NHV) sowie in Geschichtsvereinen und Wanderclubs.

## Auszeichnungen
- Stipendium der Nassauischen Kulturstiftung (1958)
- Berufung zum korrespondierenden Mitglied beim Dokumentationszentrum Kannenbäckerland, Höhr-Grenzhausen (1976)
- Silberne Ehrennadel der Deutschen Lebensrettungs-Gesellschaft (DLRG, 1977)
- Albert-Steeger-Stipendium des Landschaftsverbandes Rheinland (1979)
- Umweltschutzmedaille der Deutschen Umweltstiftung (1985)
- Bruno H.-Schubert-Preis (1988)
- Goldene Ehrennadel des Westerwald-Vereins (1989)
- Rheinlandtaler, Landschaftsverband Rheinland (1998)
- Preis der Umweltstiftung des Landes Rheinland-Pfalz (2001)
- Bundesverdienstkreuz (2006)
- Ehrenurkunde der Gesellschaft für Naturschutz und Ornithologie Rheinland-Pfalz (2003)
- Goldene Ehrennadel des Verbandes der Deutschen Gebirgs- und Wandervereine (2007)
- Verdienstorden des Landes Nordrhein-Westfalen (2014)[16]
- Ehrenmitgliedschaft im Naturhistorischen Verein der Rheinlande und Westfalens, Bonn (2018)

### Veröffentlichungen (Auswahl)
- Abtei Marienstatt. Ein Führer zur Architektur und Kunst (= Marienstatter Gesammelte Aufsätze, 2) – 70 S., Abb. im Text u. auf Taf., Hachenburg 1966
- Die Pflanzen in der Bauplastik des Altenberger Domes. Ein Beitrag zur Kunstgeschichte und zur mittelalterlichen Botanik. Hg. mit Unterstützung des Kultusministers NRW und des Landschaftsverbandes Rheinland – 156 S., 43 Abb. im Text, 336 Abb. auf 58 Taf., Bergisch Gladbach 1976
- Der Westerwald. Vom Siebengebirge zum Hessischen Hinterland. Kultur und Landschaft zwischen Rhein, Lahn und Sieg – 294 S., 142 z. T. farb. Abb. auf Tafn., zahlr. Abb. im Text, Köln: DuMont 1981; ²1982; 41989 – ISBN 3-7701-1198-2
- Das Bergische Land. Geschichte und Kultur zwischen Rhein, Ruhr und Sieg – 224 S., 2 Ktn., 16 Abb. auf Tafn., Köln: Bachem, 1982 – ISBN 3-7616-0611-7
- Siegerland, Westerwald, Lahn und Taunus. Geologie, Mineralogie und Paläontologie mit Exkursionen – 176 S., 58 Abb. im Text, 100 Farbfotos, 1 Farbkte., Stuttgart: Franckh, 1983; ²Bindlach: Gondrom, 1993 – ISBN 3-8112-1055-6
- Ökologie. Grundlegende Schülerversuche zu Ökologie und Umweltschutz – 71 S., Abb., Bonn: Maey, 1986 – [dazu:] Schülerheft. 56 S., Abb.
- Hessen – 640 S., 64 Abb. auf Taf., Abb. im Text, 6 farb. Taf., München: Prestel, 1986 – ISBN 3-7913-0770-3
- Bonn. Von der römischen Garnison zur Bundeshauptstadt. Kunst und Kultur zwischen Voreifel und Siebengebirge – 364 S., 114 SW-Abb., 29 Farbabb., zahlr. Abb. im Text – Köln: DuMont, 1988 – ISBN 3-7701-1970-3
- Naturkundliche Bibliographie des rechtsrheinischen Schiefergebirges zwischen Lahn und Sieg. Hessen, Nordrhein-Westfalen, Rheinland-Pfalz: Siebengebirge, Westerwald, Bergisches Land, Hessisches Hinterland (= Planaria III) - 202 S., Overath: BSBL, 1989 – ISSN 0931-3737
- Die bauplastischen Pflanzendarstellungen des Mittelalters im Kölner Dom. Eine botanische Bestandsaufnahme unter Berücksichtigung auswärtiger Architekturplastik und sonstiger Kunstgattungen (= Europäische Hochschulschriften, Reihe XXVIII Kunstgeschichte. Band 117) – 196 S., 30 Abb., Frankfurt am Main, Bern, New York, Paris: Lang, 1990 – ISBN 3-631-43225-9 (zugleich Diss. Univ. Nijmegen 1990).
- Christoph Kloft (Hg.) und Hermann Josef Roth: ... und mittendrin der Westerwald. Geschichten und Geschicke in Europas Mitte. Blickpunkte zwischen Mainz und Köln, Rheingau und Siebengebirge. Paulinus Verlag, Trier 2008, ISBN 978-3-7902-1627-1
- Der Westerwald. Naturgeschichte eines rheinischen Mittelgebirges. Scgweizerbart-Verlag, Stuttgart 2022, ISBN 978-3-510-65528-1

### Herausgeberschaft/Redaktion
- Die Zisterzienser. Ordensleben zwischen Ideal und Wirklichkeit. Ausstellungskatalog (= Schriften d. Rhein. Museumsamtes, 10) – 707 S., zahlr. Abb.; Köln, Bonn 1980; hg. mit Kaspar Elm & Peter Joerißen – ISBN 3-7927-0573-7
- Unser Bistum. Ereignisse und Gestalten aus der Geschichte des Bistums Limburg. Von Ferdinand Ebert. Vorwort: Bischof Franz Kamphaus – 440 S., Abb. im Text, Grevenbroich: Bernardus, 1993 – ISBN 3-910082-07-6
- Maximilian Prinz zu Wied. Jäger, Reisender, Naturforscher (= Fauna u. Flora Rhld.-Pf., Beih. 17) - 357 S., zahlr. SW- u. Farb-Abb., Ktn., Tab., Landau 1995; mit Gesellschaft für Naturschutz und Ornithologie Rheinland-Pfalz – ISSN 0938-7684
- Kulturlandschaft Westerwald. Perspektiven einer ökologischen Regionalentwicklung (= POLLICHIA-Buch Nr. 35) - 126 S., Abb., Faksimilia, Bad Dürkheim 1997; hg. mit Herbert A. Eberth & Bruno P. Kremer
- Maximilian Prinz zu Wied: Reise nach Brasilien in den Jahren 1815 bis 1817, Bd. I u. II. Frankfurt 1820/21 – 404 u. 364 S., Abb., St. Augustin: Gardez!, 2001 – ISBN 3-89796-026-5
- Alte und gefährdete Haustierrassen. Geschichte, Erhaltung und Einsatz in der Landschaftspflege. Arnsberg: LNU, 2003 – 108 S., zahlr. Abb. im Text, Farbabb. auf Taf. – ISBN 3-00-014975-9
- Klostergärten und klösterliche Kulturlandschaften. Historische Aspekte und aktuelle Fragen (= CGL-Studies, 6) – München: Meidenbauer, 2009 – 307 S. – ISBN 978-3-89975-167-3    – hg. mit Joachim Wolschke-Bulmahn, Carl-Hans Hauptmeyer, Gesa Schönermark – ISBN 978-3-89975-167-3

## AV-Medien / Lehrmittel
- Die Zisterzienser. Ordensleben zwischen Ideal und Wirklichkeit - Ton-Bild-Kassette; 36 Farbdias, Begleitheft 49 S.; mit Chrysostomus Schulz - CALIG-Verlag, München 1983
- SVN-Ökologie. Schülerversuchssystem: Geräte- u. Chemikaliensatz, Lehrer- u. Schülerheft. Bonn: Prof. Maey, 1986
- Westerwald. Land zwischen Rhein, Lahn und Sieg - VHS (50 Min.). arbeda-media Wesseling 1989